# 特发信息
深圳市特发信息股份有限公司 （深交所：000070）是中国深圳证券交易所的一家上市公司，成立于1999年7月29日，业务范围包括：光纤、光缆、光纤预制棒、电子元器件、通讯设备、电力线缆、电力通信光缆、金具及附件的生产；通信设备系统工程的设计、安装、维护、调试、咨询；软件工程的开发、销售、服务；计算机网络系统集成、通信信息服务；国内商业、物资供销业；进出口贸易业务；自动化设备应用技术的开发；自有物业租赁、物业管理；停车服务。公司总股本为25000万股（2009年）。
公司总部位于深圳市南山区科技工业园科丰路2号通讯大厦，法人代表为王宝。